# Văzel, Kărdjali
Văzel (în bulgară Възел) este un sat în comuna Cernoocene, regiunea Kărdjali,  Bulgaria. 

## Demografie
Componența etnică a satului Văzel
     Turci (62,16%)
     Bulgari (4,05%)
     Nicio identificare (33,78%)
     Altele (0%)
La recensământul din 2011, populația satului Văzel era de 74 locuitori. Din punct de vedere etnic, majoritatea locuitorilor (62,16%) erau turci, cu o minoritate de bulgari (4,05%). Pentru 33,78% din locuitori nu este cunoscută apartenența etnică.